# هیرینگ (میشیگان)
هیرینگ (به انگلیسی: Haring) یک منطقهٔ مسکونی در ایالات متحده آمریکا است که در شهرستان وکسفورد، میشیگان واقع شده‌است. هیرینگ ۳۲۸ نفر جمعیت دارد و ۴۰۳٫۸۶ متر بالاتر از سطح دریا واقع شده‌است.